# Adinandra forbesii
Adinandra forbesii är en tvåhjärtbladig växtart som beskrevs av E. G.Baker. Adinandra forbesii ingår i släktet Adinandra och familjen Pentaphylacaceae. Inga underarter finns listade i Catalogue of Life.